# Daviesia elongata
Daviesia elongata är en ärtväxtart som beskrevs av George Bentham. Daviesia elongata ingår i släktet Daviesia, och familjen ärtväxter. Inga underarter finns listade i Catalogue of Life.